# Kōchō jūnisen
Kōchō jūnisen (皇朝十二銭), també conegut com Honchō jūnisen (本朝十二銭) o Kōchō jūnimonsen (皇朝十二文銭) és el nom genèric de les dotze primeres emissions de monedes encunyades al Japó entre els anys 708 i 963, durant els períodes Nara i Heian, caracteritzades pel seu orifici quadrat al centre, inspirat en el model xinès.

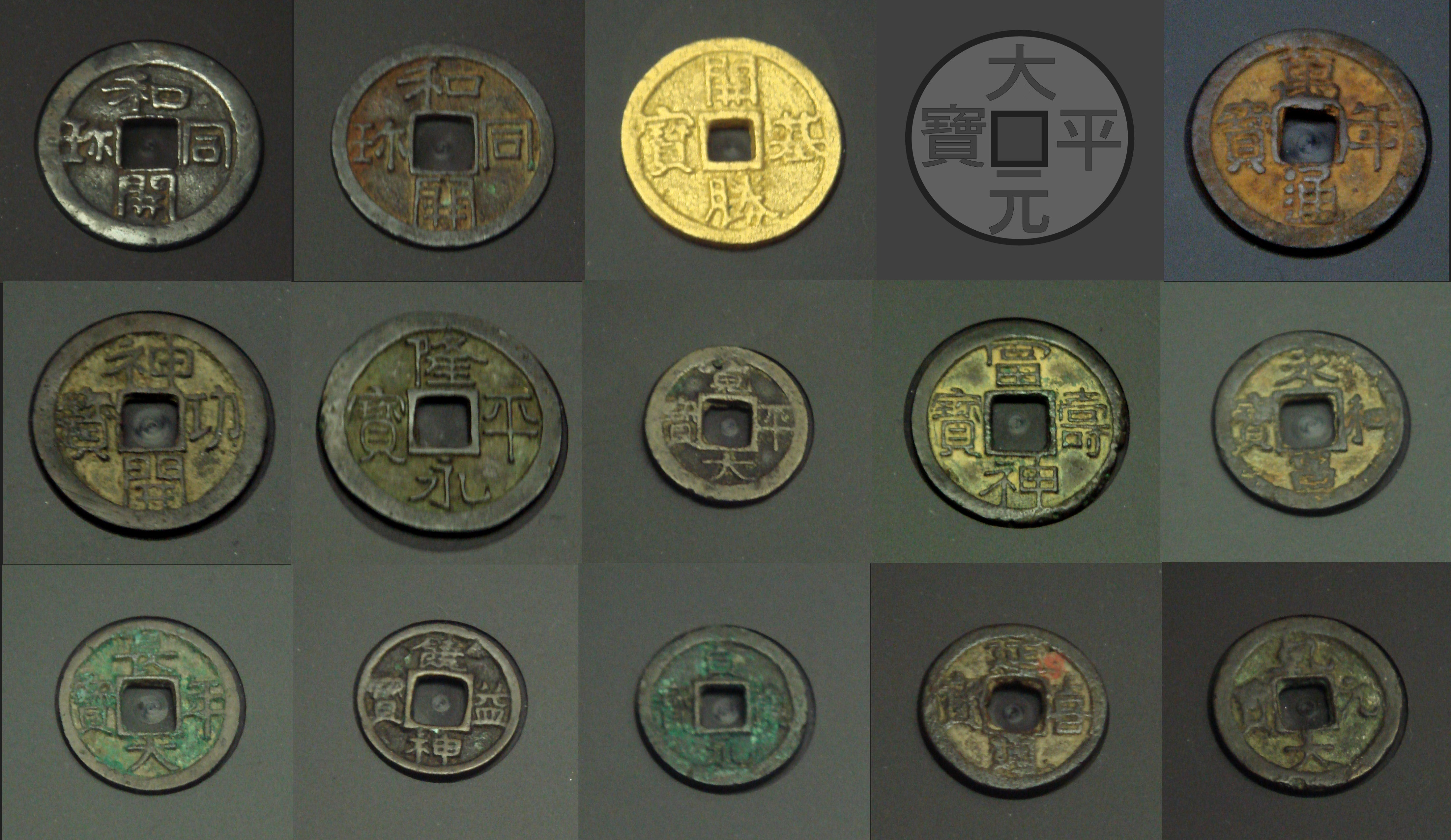
Emissions de kōchō jūnisen.
A dalt (d'esquerra a dreta): Wadōkaichin de plata, Wadōkaichin de coure, Kaikishōhō d'or (rèplica), Taiheigenpō de plata, Mannentsūhō de coure.
Centre (esquerra a dreta): Jingūkaihō, Ryūheieihō, Kanpeitaihō, Fujushinpō, Jōwashōhō.
A baix (esquerra a dreta): Chōnentaihō, Jōekishinpō, Jōganeihō, Engitsūhō, Kengentaihō.

Producte del fort intercanvi cultural i diplomàtic de les missions japoneses a la Xina imperial durant el segle vii, els ambaixadors japonesos van introduir molts costums provinents de la dinastia Tang de la Xina, incloent-hi l'ús de la moneda. A Tang es feia servir com a moneda el Kai Yuan Tong Bao, encunyat per ordre de l'Emperador Gaozu de Tang el 621, i va servir de model per aplicar una versió similar al Japó. És així que el 708, per ordre de l'Emperadriu Genmei, s'encunya la primera sèrie de monedes denominada amb el nom de Wadōkaichin. Cada cert temps, es van crear noves emissions amb la finalitat de suplir la mancança de monedes Wadōkaichin, però el 958 es va emetre l'última sèrie Kengentaihō, quedant un lapse del voltant de 600 anys sense noves encunyacions i no va ser fins al 1608 que tota la sèrie va ser reemplaçada pel Keichōtsūho, durant el període Edo.

## Llista de monedes
1. Wadōkaichin (encunyat el 708, Wadō gannen)
2. Mannentsūhō (760, Tenpyō-hōji 4)
3. Jingūkaihō (765, Tenpyō-jingo gannen)
4. Kanpeitaihō (796, Enryaku 15)
5. Fujushinpō (818, Kōnin 9)
6. Jōwashōhō (835, Jōwa 2)
7. Chōnentaihō (848, Kashō gannen)
8. Jōekishinpō (859, Jōgan gannen)
9. Jōganeihō (870, Jōgan 12)
10. Kanpyōtaihō (890, Kanpyō 2)
11. Engitsūhō (907, Engi 7)
12. Kengentaihō (958, Tentoku 2)